# Exclamație retorică
Exclamația retorică este procedeul artistic (figură de stil) prin care se exprimă sentimente și gânduri complexe și variate, precum: surpriza, mânia, bucuria, etc.
Exemplu: „Lumina ce largă e!/ Albastru ce crud!” (Lucian Blaga).-se concretizează într-o rugăminte, într-un strigăt. Ea exprimă trăirile și sentimentele de singurătate.